# ثورة أولاد سيدي الشيخ
اندلعت المرحلة الأولى لثورة أولاد سيدي الشيخ بين 1864 - 1867م، عندما أعلن فيها سليمان بن حمزة الجهاد، بعد أن وافقه شيوخ الزاوية واستجاب له عدد معتبر من الأتباع والأنصار وكلف سي الفضيل بمهمة التعبئة والاتصال بالقبائل وأتباع الطريقة البوشيخية المنتشرين عبر ربوع الصحراء. وفي يوم 8 أبريل 1864 اندلعت المقاومة بالإغارة على مخيم للجيش الفرنسي في هضبة عوينة بوبكر شرق البيض مما أثار الارتباك والهلع في صفوف القوات الفرنسية ذ، خلف هذا الانتصار أثرا حسنا بين القبائل التي سارعت إلى الانضمام إلى المقاومة، خاصة بعد أن علمت بسقوط العديد من الضباط الفرنسيين ذ، وبعد مقتل سليمان بن حمزة بويع سي محمد قائدا، ولصغر سنه استعان بعميه سي الزبير وسي لعلا. كما تدعمت المقاومة يوم 17 أبريل بانضمام قبيلة أولاد شايب من دائرة بوغار تحت قيادة الآغا النعيمي ولد الجديد وحوالي خمسمائة فارس، بعد أن قاموا بهجوم مباغت على معسكر فرنسي.
ومن أشهر المعارك التي خاضها سي محمد بن حمزة، معركة ابن حطب يوم 26 أفريل 1864م ضد فيلق الجنرال «مارتينو» المتجه إلى البيض.
وفي يوم 13 ماي 1864م وقعت معركة ستيتن بين المقاومين بقيادة سي محمد وقوات فرنسا بقيادة الجنرال «دلينيه»، فقد فيها المجاهدون العديد من الرجال، مما جعل سي محمد ينسحب إلى الجنوب، وتمكن بذلك الجنرال «دلينيه» من الانتقام من السكان العزل.
استغل المجاهدون ظروف اشتداد الحر، للانقضاض على الـمراكز الفرنسية وتأديب القبائل الموالية للاستعمار فهاجموا فرندة في 12 جويلية 1864 لمعاقبة المتعاونين من فرنسا، غير أن السلطات الفرنسية عززت مراكزها بتجهيز خمس كتائب ولم يحول ذلك من شن هجوم بزعامة سي محمد على كتيبة الجنرال «جوليفي» بعين البيضاء يوم 30 سبتمبر 1864م، وألحقوا بها خسائر جمة.
في المرحلة الثانية من ثورة أولاد سيدي الشيخ (1867 - 1881م) اعتصم المجاهدون بالجنوب والحدود الجزائرية المغربية لمعاودة القتال عن طريق الكر والفر، للتغلب على القوات الاستعمارية الضخمة التي لا يمكن صدها بأسلوب حروب المواجهة، شهدت الجزائر خلال هذه الفترة قحط وأزمات متتالية كالمجاعة وتفشي الأوبئة إضافة إلى زحف الجراد، مما أودى إلى هلاك العديد من الأهالي، رغم ذلك، استمرت المقاومة ولو بوتيرة أقل انطلاقا من الحدود.
وبعد وفاة أحمد بن حمزة في شهر أكتوبر 1868م بتافيلالت خلفه سي قدور بن حمزة الذي تمكن من توحيد صفوف أولاد سيدي الشيخ، وتنظيم المقاومة، ففي عهده وقعت معركة أم الدبداب قرب عين ماضي في شهر فبراير 1869، انتصرت فيها فرنسا الذي زاد من تعزيز قواته بالمنطقة، وانعكست الحرب البروسية- الفرنسية وسقوط النظام الامبراطوري وقيام الجمهورية الفرنسية الثالثة ايجابيا على المقاومة مما شجعها على الاستمرار، ومن أشهرما خاضته من معارك معركة ماقورة في 17 أبريل 1871 قتل فيها أزيد من مائتي مقاوم. غير أنها لم تستطع مواكبة مقاومة الـمقراني والشيخ الحداد. وفي 23 ديسمبر لحق الجنرال «أوصمانت» بالقائد سي قدور بن حمزة الذي اخترق صفوف القوات الفرنسية نحو التل وأصيب في معركة ميقوب ففرَّ إلى الجنوب مع عمه سي لعلا. وبذلك تعد هذه المعركة آخر معارك أولاد سيدي الشيخ الشراقة ضد الاحتلال الفرنسي. ومن أشهر رجالات هذه الحركة الجهادية الشيخ بوعمامة.

## خلفية
عندما دخلت قبائل بني هلال إلى شمال أفريقيا، كان من ضمن زعمائهم معمر أبو العالية الذي ينتسب إلى الصحابي الجليل سيدنا أبو بكر الصديق، لعب معمر ابوالعالية دورا حاسما في نشر المذهب المالكي في الجنوب الوهراني الذي كان يعرف انتشارا لمذهب الخوارج، واستقر أبو العالية برباوات واتخذها دارا، وانتشرت ذريته من بعده في تلك الربوع، وكان من أعيانهم سليمان بن أبي سماحة الذي كان طالب علم بـ الأندلس، وعاد مع المسلمين المخرجين منها في نكبتها المشهورة، استقر سليمان بن أبي سماحة بنواحي فجيج، وهو الذي بعلمه وكرمه وشجاعته صنع مجدالبكريين بالجنوب الجزائري، أخذ التصوف عن الشيخ سيدي أحمد بن يوسف الملياني وكان من المقربين منه، ولما ظهر حفيده عبد القادر بن محمد السماحي المعروف بـ «سيدي الشيخ» ازدادت شهرة البكريين، فقد عُرف السماحي بجهاده ضد الاسبان، وبطريقته الصوفية، وبآثاره العلمية، ومن هذا الشيخ انحدرت عشائر كثيرة يطلق عليها «أولاد سيدي الشيخ»، وكانت قبائل الجنوب المغربي والجزائري تربطهم بأولاد سيدي الشيخ روابط الانتماء إلى الطريقة الشيخية، ولما أعلن اولاد سيدي الشيخ الجهاد ضد الاحتلال الفرنسي لبت هذه القبائل النداء وتسارعت إلى المقاومة أفرادا وجماعات وسجلت حضورها بفخر واعتزاز.
و هكذا بعد احتلال الشمال الجزائري من طرف القوات الفرنسية الغازية، وعند وصول هذه القوات إلى مشارف الجنوب الجزائري، وفي أثناء مقاومة الأمير عبد القادر بن محي الدين، ظهرت حركة مقاومة أولاد سيدي الشيخ للمد الاستعماري الفرنسي، في أول معركة بالمكان المسمى الشريعة بنواحي البَيَض، بقيادة سيدي الشيخ بن الطيب زعيم أولاد سيدي الشيخ الغرابة في 2 ماي 1845م.

## معاهدة لالة مغنية بين المغرب وفرنسا
بعد احتلال الجنوب الغربي للجزائر من طرف القوات الفرنسية، كانت عين بني مطهر تمثل القاعدة الخلفية للمقاومين من أولاد سيدي الشيخ الغرابة
بزعامة سيدي الشيخ بن الطيب سنة 1849م، وشارك سكانها من بني مطهر والمهاية في هذه المقاومة منذ انطلاقها
ومعلوم أن معاهدة لالة مغنية الموقعة بين فرنسا والمغرب في 18 مارس 1845م، قسمت قبيلة أولاد سيدي الشيخ إلى فرقتين:
- - أولاد سيدي الشيخ «الشراقة» أو الشرقيين وأصبحوا بموجب الاتفاقية جزائريين.
- - أولاد سيدي الشيخ «الغرابة» أو الغربيين وأصبحوا بموجب نفس المعاهدة مغاربة

و كرست المعاهدة انقساما سابقا كان بين الفريقين جراء خلافهما حول زعامة القبيلة، وصراعهما حول تسيير زاوية جدهما الشيخ سيدي عبد القادر بن محمد السماحي المتوفى سنة 1616م.
وقد عرفت هذه الزاوية في حياة مؤسسها وبعده إشعاعا غطى الجنوب الغربي الجزائري، والجنوب الشرقي المغربي، وهي طريقة تتفرع عن الشاذلية اليوسفية.
بعد صدور معاهدة لالة مغنية الموقعة بين المغرب وفرنسا، لاحظ سيدي الشيخ بن الطيب البوشيخي البكري زعيم أولاد سيدي الشيخ «الغرابة» الحيف الذي الحقه الفرنسيون بقبيلة أولاد سيدي الشيخ عموما و «الغرابة» خصوصا، حيث اقتطعت سلطات الاحتلال منهم أراضيهم وقراهم ومجال تنقلاتهم الرعوية، وأرغمتهم على النزوح، والهجرة القسرية.(4)
و هكذا لم تمض إلا بضعة شهور على معاهدة لالة مغنية وعلى معركة الشريعة ضد قوات الغزو الفرنسي حتى بعث سيدي الشيخ بن الطيب (زعيم «الغرابة») في خريف 1845م بوفد إلى السلطان مولاي عبد الرحمان بن هشام ملك المغرب يطلعه على الوضع الراهن إذاك في حدود المملكة، وعلى التناقض الذي شاب المعاهدة في أمر اولاد سيدي الشيخ الغرابة الذين اعترفت بمغربيتهم ولكنها سلبتهم قراهم وأجنتهم وأرضهم، فراسل السلطان السفارة الفرنسية بـ طنجة يطالبها بمراجعة الحدود بعد تشكي المتضررين من تبعات المعاهدة الموقعة بين فرنسا والمغرب، ولكن سلطات الاحتلال ضربت بعرض الحائط إلحاح السلطان عليها، في هذا الشأن.

## اولاد سيدي الشيخ وثوراتهم الثلاث
ثورة أولاد سيدي الشيخ الغرابة بزعامة الشيخ بن الطيب
في أوائل سنة 1849م عين السلطان أبو الفضل عبد الرحمان بن هشام سيدي الشيخ بن الطيب خليفة له على التخوم الجنوبية الشرقية المغربية، وكأنه بهذا التعيين يضفي الشرعية على الجهاد الذي أعلنه زعيم الغرابة ضد الاحتلال الفرنسي منذ 1845م.
كما أن هذا التعيين كان بمثابة تبني المقاومة من طرف السلطان الذي لم يكن له جيش نظامي يوازي قوة الجيوش الفرنسية وعدتها وعتادها.
و استمرت مقاومة سيدي الشيخ بن الطيب إلى حين وفاته في 15/7/1870م. فَقَدَ- قبل وفاته- أحد أبنائه «مولى الفرعة» في معركة «معذرالمصارين» التي تصدت فيها قبيلة أولاد سيدي الشيخ «الغرابة» وقبيلة «بني كيل» لقوات الاحتلال الفرنسي في 31/3/1870م، بالقرب من مدينة «بوعرفة» شمال فجيج بالجنوب الشرقي المغربي.
ثورة اولاد سيدي الشيخ الشراقة
اندلعت المرحلة الأولى ل'ثورة أولاد سيدي الشيخ الشراقة بين 1864 - 1867م، عندما أعلن فيها سليمان بن حمزة الجهاد، بعد أن وافقه شيوخ الزاوية واستجاب له عدد معتبرمن الأتباع والأنصار وكلف سي الفضيل بمهمة التعبئة والاتصال بالقبائل وأتباع الطريقة البوشيخية المنتشرين عبر ربوع الصحراء. وفي يوم 8 أبريل 1864 اندلعت المقاومة بالإغارة على مخيم للجيش الفرنسي في هضبة عوينة بوبكر شرق البيض مما أثار الارتباك والهلع في صفوف القوات الفرنسية، خلف هذا الانتصار أثرا حسنا بين القبائل التي سارعت إلى الانضمام إلى المقاومة، خاصة بعد أن علمت بسقوط العديد من الضباط الفرنسيين، وبعد مقتل سليمان بن حمزة بويع سي محمد قائدا، ولصغر سنه استعان بعميه سي الزبير وسي لعلا. كما تدعمت المقاومة يوم 17 افريل بانضمام قبيلة أولاد شايب من دائرة بوغار تحت قيادة الآغا النعيمي ولد الجديد وحوالي خمسمائة فارس، بعد أن قاموا بهجوم مباغت على معسكر فرنسي.
ومن أشهر المعارك التي خاضها سي محمد بن حمزة، معركة ابن حطب يوم 26 أفريل 1864م ضد فيلق الجنرال «مارتينو» المتجه إلى البيض.
وفي يوم 13 ماي 1864م وقعت معركة ستيتن بين المقاومين بقيادة سي محمد وقوات فرنسا بقيادة الجنرال «دلينيه»، فقد فيها المجاهدون العديد من الرجال، مما جعل سي محمد ينسحب إلى الجنوب، وتمكن بذلك الجنرال «دلينيه» من الانتقام من السكان العزل.
استغل المجاهدون ظروف اشتداد الحر، للانقضاض على الـمراكز الفرنسية وتأديب القبائل الموالية للاستعمار فهاجموا فرندة في 12 جويلية 1864 لمعاقبة المتعاونين من فرنسا، غير أن السلطات الفرنسية عززت مراكزها بتجهيز خمس كتائب ولم يحول ذلك من شن هجوم بزعامة سي محمد على كتيبة الجنرال «جوليفي» بعين البيضاء يوم 30 سبتمبر 1864م، وألحقوا بها خسائر جمة.
في المرحلة الثانية من ثورة أولاد سيدي الشيخ الشراقة (1867 - 1881م) اعتصم المجاهدون بالجنوب والحدود الجزائرية المغربية لمعاودة القتال عن طريق الكر والفر، للتغلب على القوات الاستعمارية الضخمة التي لا يمكن صدها بأسلوب حروب المواجهة، شهدت الجزائر خلال هذه الفترة قحط وأزمات متتالية كالمجاعة وتفشي الأوبئة إضافة إلى زحف الجراد، مما أودى إلى هلاك العديد من الأهالي، رغم ذلك، استمرت المقاومة ولو بوتيرة أقل انطلاقا من الحدود.
وبعد وفاة أحمد بن حمزة في شهر أكتوبر 1868م بتافيلالت خلفه سي قدور بن حمزة الذي تمكن من توحيد صفوف أولاد سيدي الشيخ، وتنظيم المقاومة، ففي عهده وقعت معركة أم الدبداب قرب عين ماضي في شهر فبراير 1869، انتصرت فيها فرنسا الذي زاد من تعزيز قواته بالمنطقة، وانعكست الحرب البروسية- الفرنسية وسقوط النظام الامبراطوري وقيام الجمهورية الفرنسية الثالثة ايجابيا على المقاومة مما شجعها على الاستمرار، ومن أشهرما خاضته من معارك معركة ماقورة في 17 أبريل 1871 قتل فيها أزيد من مائتي مقاوم. غير أنها لم تستطع مواكبة مقاومة الـمقراني والشيخ الحداد. وفي 23 ديسمبر لحق الجنرال «أوصمانت» بالقائد سي قدور بن حمزة الذي اخترق صفوف القوات الفرنسية نحو التل وأصيب في معركة ميقوب ففرَّ إلى الجنوب مع عمه سي لعلا. وبذلك تعد هذه المعركة آخر معارك أولاد سيدي الشيخ الشراقة ضد الاحتلال الفرنسي.

### ثورة الشيخ بوعمامة بن العربي
انطلقت ثورة الشيخ بوعمامة بعد مقتل الضابط ويمبريمر في 22 أبريل 1881م، وانطلق الجيش الفرنسي بقيادة العقيد إينوسونتي للانتقام لمقتل الضابط المذكور فكانت معركة تازينة (مولاق) في 19 ماي 1881م وهي المعركة التي استعد لها الشيخ بوعمامة وانتصر فيها رغم خسائر اولاد سيدي الشيخ التي فاقت خسائر الجانب الفرنسي إلا أنها كانت انتصارا اعاد مقاومة اولاد سيدي الشيخ إلى واجهة الأحداث بعد أن ظن الفرنسيون أنهم قضوا على ثورة اولاد سيدي الشيخ الغرابة بدفعهم إلى المغرب وإغراء السلطات المغربية بهم وبعدما قضوا على ثورة اولاد سيدي الشيخ الشراقة كما سبق ذكره.
دامت ثورة الشيخ بوعمامة ثماني وعشرين سنة شملت 12 معركة و 22 اشتباكا وسببت حرجا كبيرا للسلطات الفرنسية على اعلى مستوياتها إلى ان اضطرت لتجنيد جيش أكبر بقيادة الجنرال ليوطي الذي دفعت قواته اولاد سيدي الشيخ بقيادة الشيخ بوعمامة إلى اللجوء إلى المغرب سنة 1903م ووفاته سنة 1908م وكان آخر قائد لثورات اولاد سيدي الشيخ الثلاث.

## وفاة زعيم المقاومة الشيخ بن الطيب
وبعد وفاته أخذ مشعل المقاومة ابنه البكر الحاج العربي بن الشيخ، الذي ما لبث أن استشهد مع أخيه سليمان بن الشيخ في معركة «عقلة السدرة» التي نشبت بين أولاد سيدي الشيخ «الغرابة» و «الشراقة» في 8/8/1871م، والتي خطط لها الاحتلال الفرنسي للإيقاع بين الفريقين، وتسهيل القضاء - في النهاية -عليهما جميعا.
و تزعم ابنه الثالث «معمر بن الشيخ» قبيلة أولاد سيـدي الشيخ «الغرابة»، وأقره السلطان الحسن الأول بن محمد على زعامة هذه القبيلة، إلا أن سلطات الاحتلال نغصت صفو العلاقة بينهما، فقلب السلطان ظهر المجن لأولاد سيدي الشيخ «الغرابة»، وتنكر لهم خصوصا بعد استشهاد معمر بن الشيخ السابق الذكر في معركة «نفيش» ضد القوات الفرنسية وأتباعها في 13/6/1874م.
و بعد استشهاد معمر بن الشيخ، تولى زعامة قبيلة أولاد سيدي الشيخ «الغرابة» سليمان بن قدورالبوشيخي البكري ابن أخ الشيخ بن الطيب وبعد تعرض سليمان بن قدور المذكور للاغتيال تزعم القبيلة بعده علال بن الشيخ بن الطيب (وهو الابن الرابع لسيدي الشيخ بن الطيب)، ورغم استماتتهم في المقاومة وتضحياتهم الجسام في سبيل الدفاع عن حوزة الوطن، وولائهم للسلطان الذي كان يختصهم بظهائر التوقير والاحترام، وكانوا قادته في المناطق الجنوبية، فإن سلطات الاحتلال الفرنسية لم تدخر وسعا في السعي لبث الخلاف بينهما، وأوغر العُمَلاءُ المدسوسون في دوائر المخزن صدر السلطان عليهم، فصُنفوا في خانة المخربين وأهل الفتن، وتعرضوا بذلك للسجون والتنكيل والتهجير، وبانتهاء مقاومتهم وجد الاحتلال الفرنسي الطريق معبدة أمامه لاحتلال المغرب ابتداء من 1904م.
و بناء على ما سبق ذكره، فإن سيدي الشيخ بن الطيب كان مفجر ثورة أولاد سيدي الشيخ التي دامت خمسة عقود من 1845م إلى 1903م.

## مواصلة المقاومة
فبعد عشرين سنة على انطلاق ثورة سيدي الشيخ بن الطيب اندلعت ثورة أولاد سيدي الشيخ «الشراقة» بزعامة سيدي سليمان بن حمزة في 8/4/1864م ثم بعد ست وثلاثين سنة انطلقت مقاومة الشيخ بوعمامة في 1881م، لتكمل المسيرة التي بدأها سيدي الشيخ بن الطيب.